# Curious (сингл Тоні Єйо)
«Curious» — другий сингл американського репера Тоні Єйо з його дебютного студійного альбому Thoughts of a Predicate Felon. Приспів виконує Joe.

## Відеокліп
У відео показано як Єйо намагається зробити своєю дівчину, яку він уподобав. Наприкінці кліпу починається відео «Pimpin». У «Curious/Pimpin» знялися виконавці з ростеру G-Unit Records.

## Чартові позиції
У тиждень 10 вересня 2005 «Curious» дебютував на 94-ій сходинці на Hot R&B/Hip-Hop Songs, згодом піднявшись на 85-ту. Окремок провів у чарті 5 тижнів.
| Чарт (2005)                             | Найвища позиція |
| --------------------------------------- | --------------- |
| США (Hot R&B/Hip-Hop Songs) (Billboard) | 85              |